# Omikron2 Centauri
Omikron2 Centauri (ο2 Centauri, förkortat Omikron2 Cen, ο2 Cen) som är stjärnans Bayerbeteckning, är en ensam stjärna belägen i den sydvästra delen av stjärnbilden Kentauren. Den har en genomsnittlig skenbar magnitud på 5,14 och är synlig för blotta ögat där ljusföroreningar ej förekommer. Baserat på parallaxmätning inom Hipparcosuppdraget på ca 0,6 mas, beräknas den befinna sig på ett avstånd på ca 5 000 ljusår (ca 1 600 parsek) från solen.

## Egenskaper
Omikron2 Centauri är en vit superjättestjärna av spektralklass A2 Iae. Den har en massa som är ca 18 gånger större än solens massa, en radie som är ca 130 gånger större än solens och utsänder från dess fotosfär ca 105 000 gånger mera energi än solen vid en effektiv temperatur på ca 9 100 K.
Omikron2 Centauri är en pulserande variabel av Alfa Cygni-typ (ACYG). Stjärnan har en skenbar magnitud som varierar mellan +5,12 och 5,22 med en ungefärlig period av 46,3 dygn.